# Seznam černohorských velvyslanectví v zahraničí

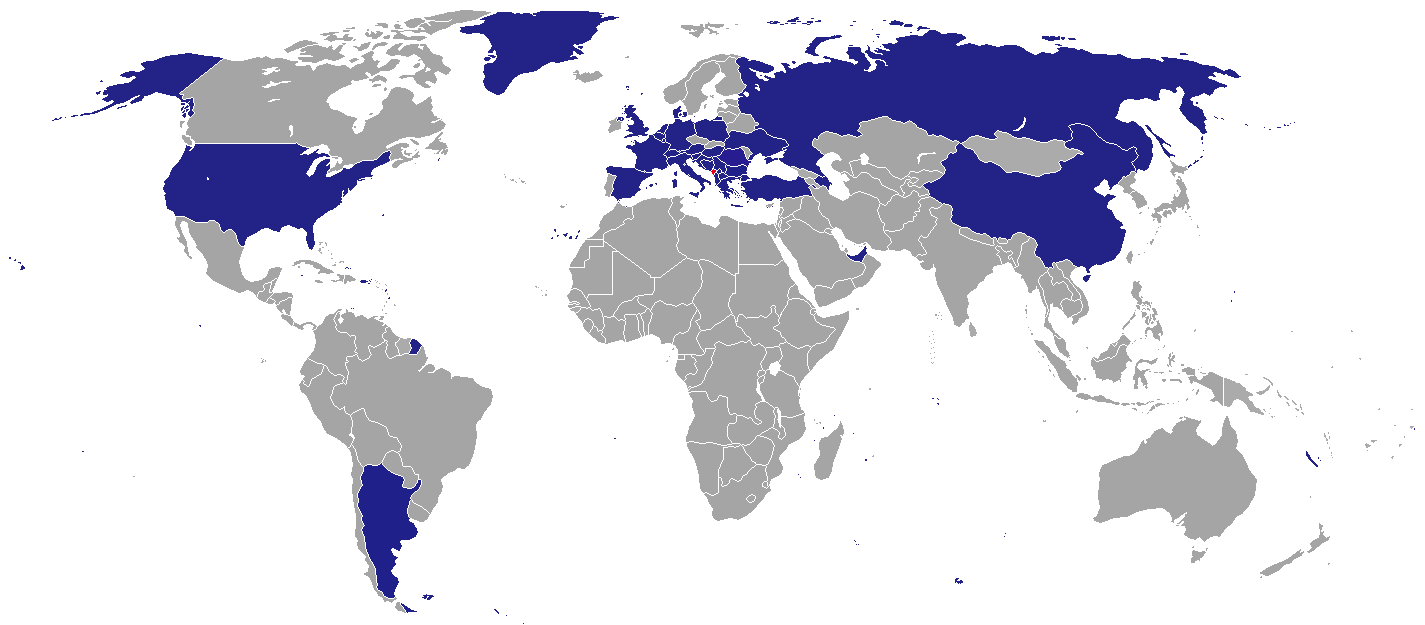
Mapa černohorských mezinárodních zastupitelstev ke 2. říjnu 2009

Toto je seznam diplomatických zastupitelstev Černohorské republiky, s výjimkou honorárních konzulátů. 30. listopadu 2006 vláda státu schválila memorandum o dohodě mezi Černohorskou a Srbskou Republikou o konzulární ochraně a službách pro Černohorce. Podle této dohody Srbsko prostřednictvím své sítě diplomatických a konzulárních úřadů poskytuje konzulární služby pro černohorské občany na území států, ve kterých Černá Hora nemá vlastní úřady (tento stav zatím platí mj. i v České republice, kde má Černá Hora své konzulátní jednatelství na mezinárodní ambasádě Srbské Republiky v Praze)

## Zastupitelské úřady (Velvyslanectví)

### Evropa
- Albánie - Tirana (velvyslanec Željko Perović)
- Belgie - Brusel (velvyslanec Veselin Šuković)
- Bosna a Hercegovina - Sarajevo (velvyslanec Ramiz Bašić)
- Francie - Paříž (velvyslankyně Milica Peranović-Durišić)
- Chorvatsko - Záhřeb (velvyslanec Goran Rakočević)
- Itálie - Řím (velvyslanec Darko Uskoković)
- Maďarsko - Budapešť (velvyslanec Vanja Brajlo)
- Německo - Berlín (velvyslanec Vladimir Radulovic)
- Rakousko - Vídeň (velvyslankyně Dragana Radulović)
- Rusko - Moskva (velvyslanec Slobodan Backović)
- Řecko - Atény (velvyslanec Ivo Armenko)
- Severní Makedonie - Skopje (velvyslanec Duško Lalićević)
- Slovinsko - Lublaň (velvyslanec Ranko Milović)
- Srbsko - Bělehrad (velvyslanec Igor Javović)
- Švýcarsko - Ženeva (velvyslanec Milomir Mihaljević)
- Spojené království - Londýn (velvyslanec Dragiša Burzan)
- Vatikán (velvyslanec Antun Sbutega)

### Severní Amerika
- Spojené státy americké - Washington, D.C. (velvyslanec Miodrag Vlahović)

### Asie
- Čínská lidová republika - Peking (velvyslankyně Ljiljana Tošković)
- Turecko - Ankara (velvyslanec Ramo Bralić)
- Spojené arabské emiráty - Abú Dhabí (velvyslanec Aleksandar Eraković)

## Generální konzuláty

### Evropa
- Německo - Frankfurt nad Mohanem (zastuptiel Abid Crnovršanin)

### Severní Amerika
- Spojené státy americké - New York (zastupitel Branko Miliće)

## Galerie

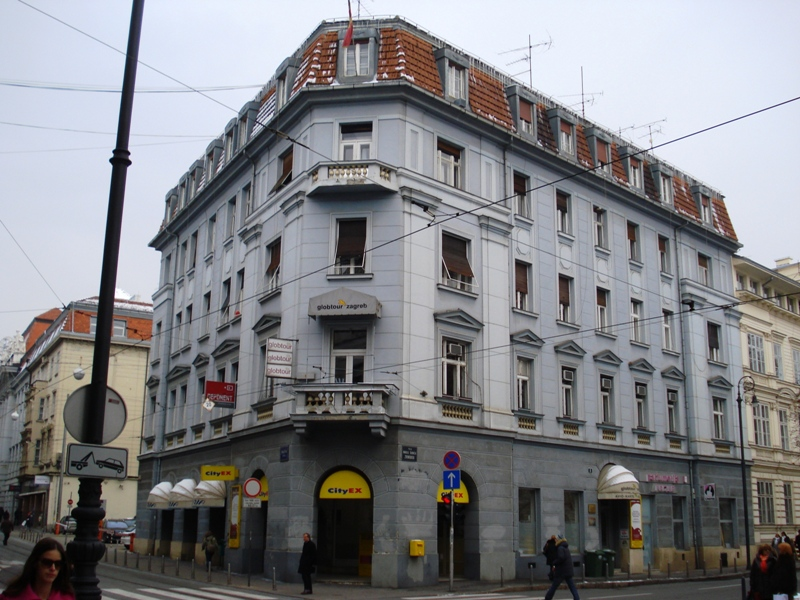
Mezinárodní velvyslanectví Černé Hory v Záhřebu
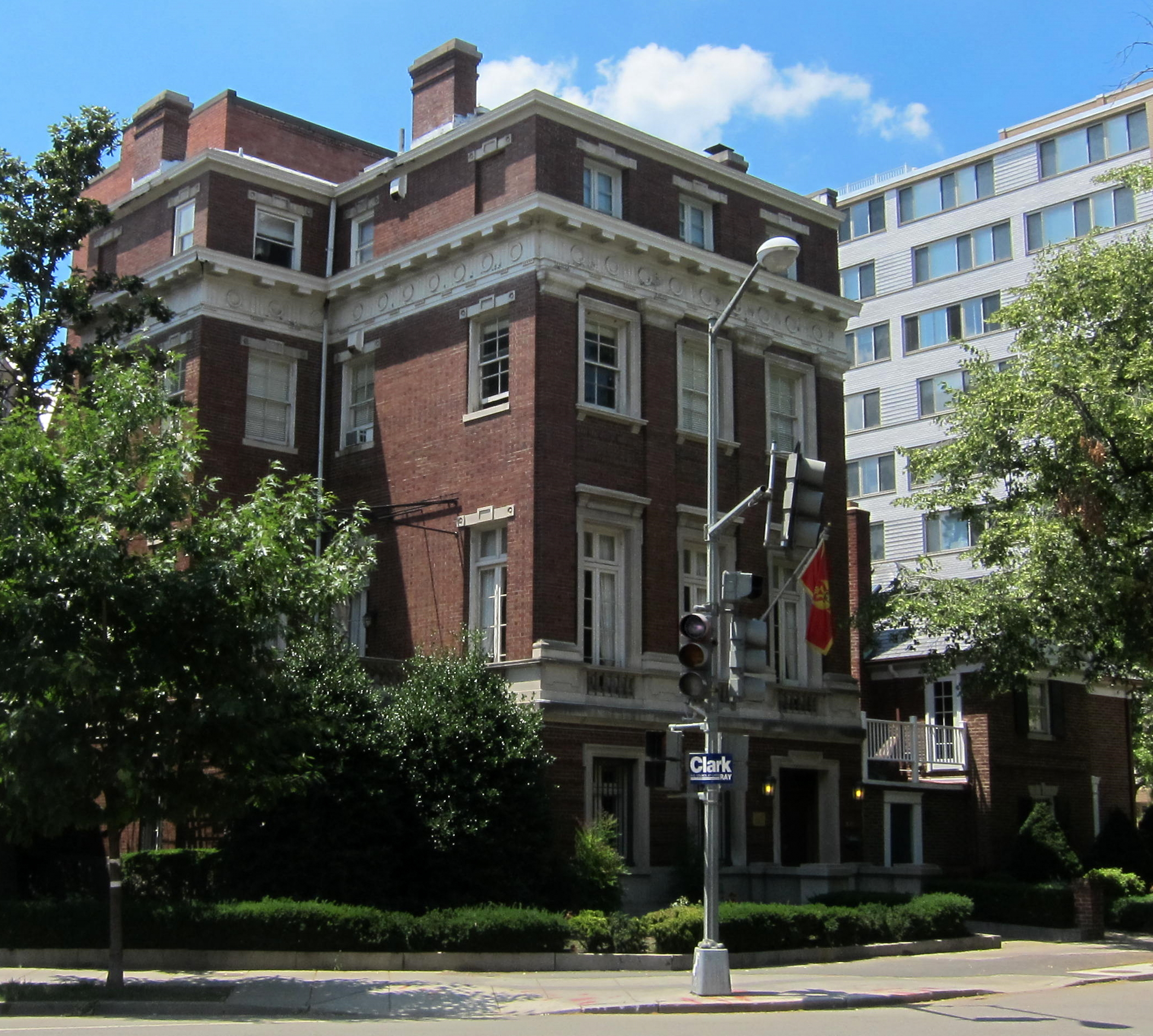
Mezinárodní velvyslanectví Černé Hory ve Washingtonu, D.C.
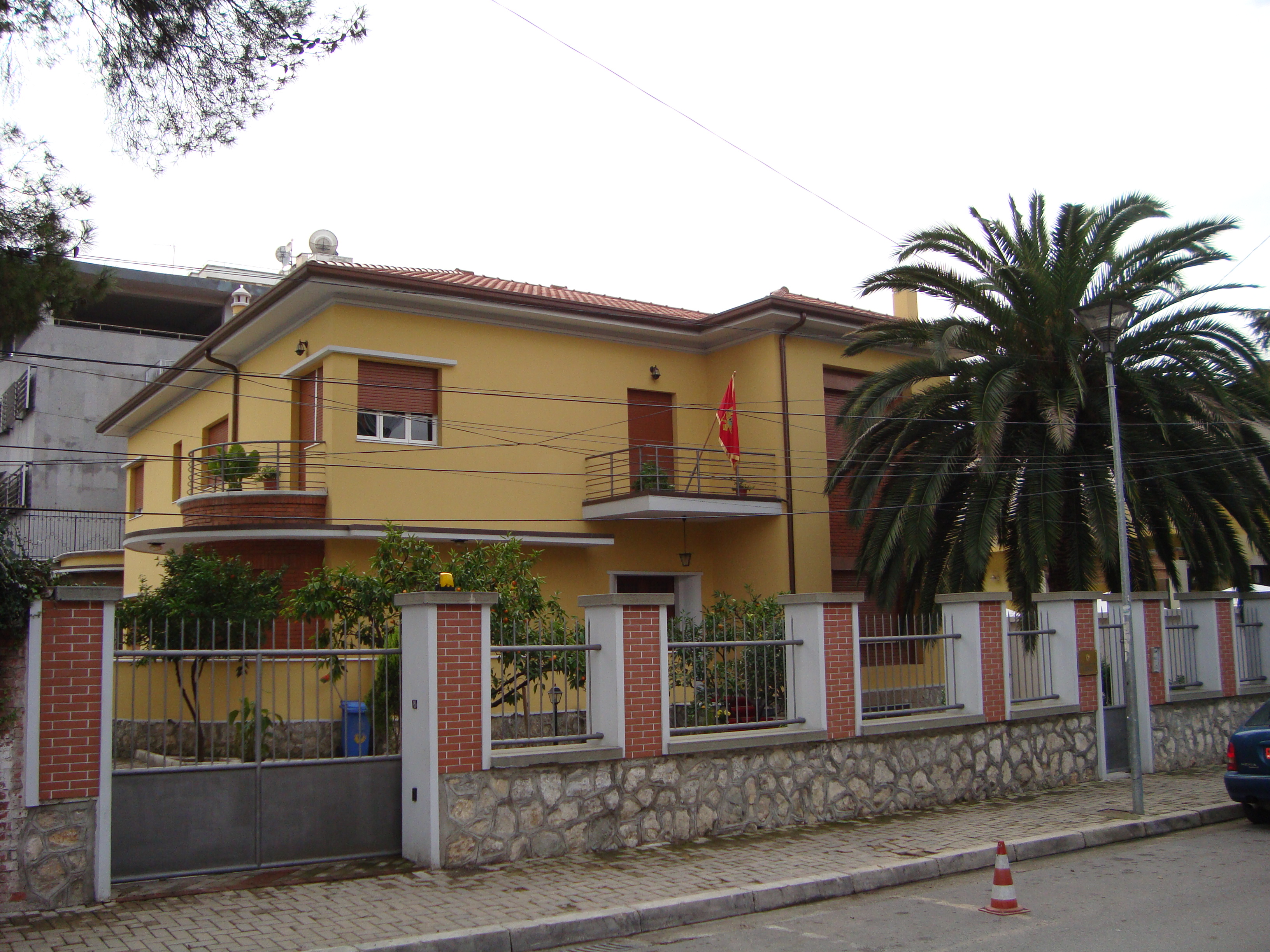
Mezinárodní velvyslanectví Černé Hory v Tiraně
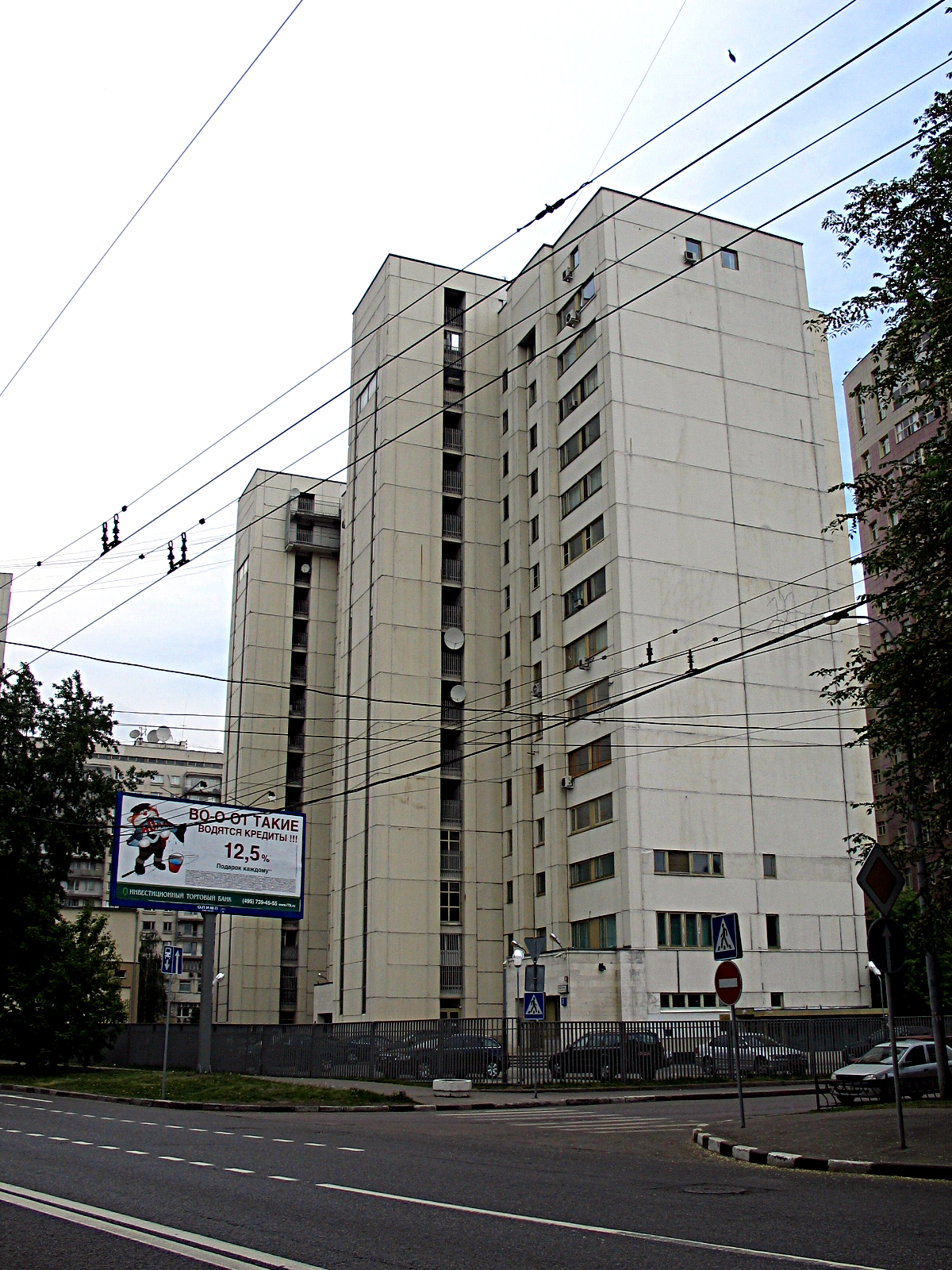
Mezinárodní velvyslanectví Černé Hory v Moskvě
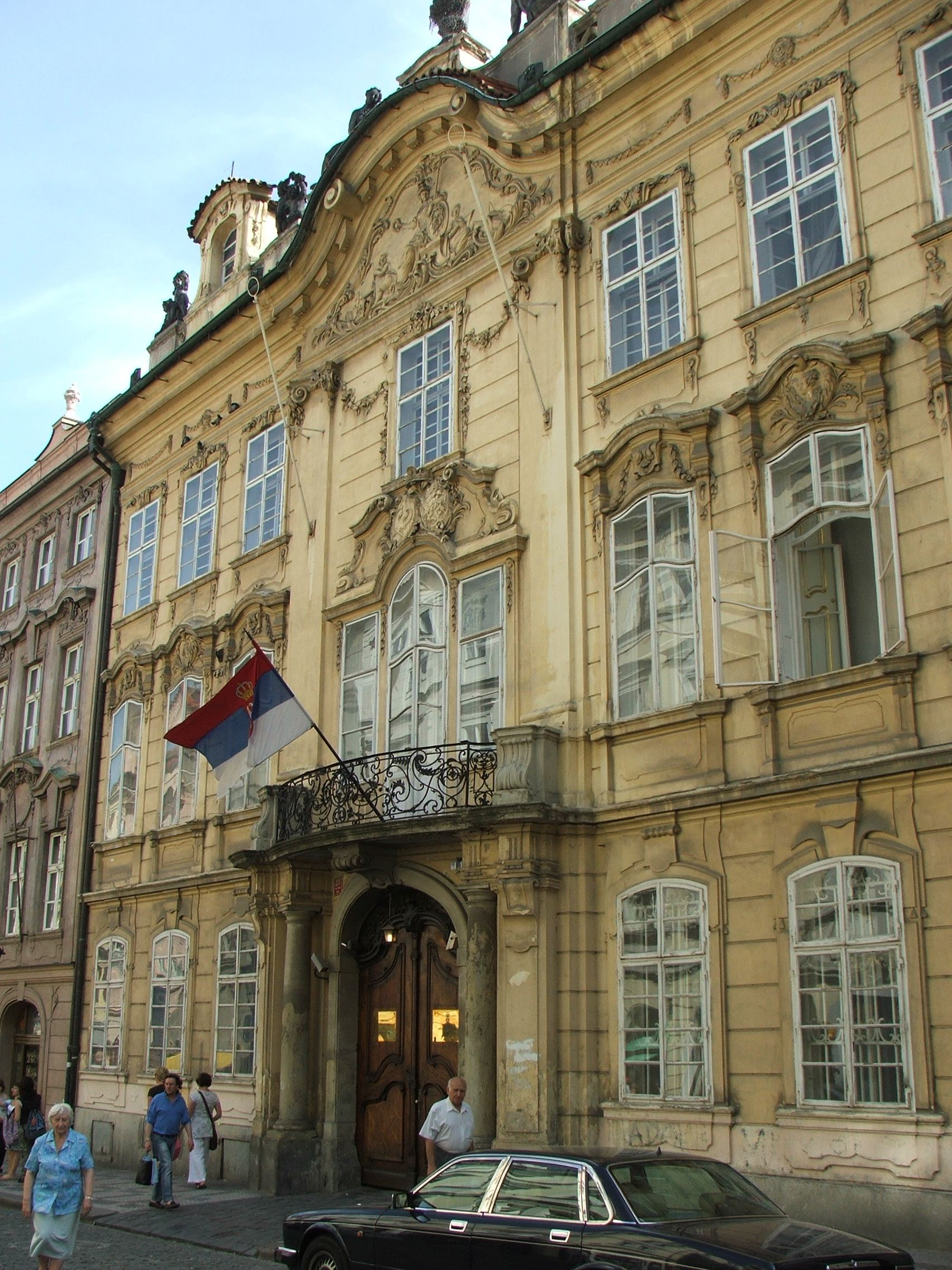
Ambasáda Srbska v Praze, kde má své kanceláře také Černá Hora